# 烏斯季普里斯坦區
52°24′N 83°39′E / 52.400°N 83.650°E
烏斯季-普里斯曼斯基區（俄语：Усть-Пристанский район），是俄羅斯的一個區，位於該國南部，由阿爾泰邊疆區負責管轄，面積2,700平方公里，2010年人口13,409，人口密度每平方公里4.97人。

## 知名人物
- 彼得·乌菲莫切夫